# شهر یری

سنگ‌افراشت شهریری به ارتفاع بیش از ۲ متر

شهریئری یک محوطه باستانی در شهرستان مشگین‌شهر (خیاو) و از توابع روستای ارجق است. 
منطقه باستانی معروف به شهریئری، در ۶۵ کیلومتری اردبیل و ۳۱ کیلومتری شرق مشگین‌شهر(خیاو) در کنار رود قره سو قرار دارد.
وسعت این منطقه تاریخی ۴۰۰ هکتار است و از سه قسمت دژ نظامی، معبد و قوشا تپه تشکیل می‌شود. قدمت قلعه و معبد به۱۴۵۰ سال پیش از میلاد و قوشا تپه به ۷ هزار سال پیش از میلاد می‌رسد. بعضی از کارشناسان قدمت این منطقه را تا ۱۱۰۰۰ سال نیز برآورد کرده‌اند ودر واقع به دوران حکومت خودولیان باز میرسد .
اولین بار در حدود ده سال پیش از انقلاب اسلامی چارلز برنی در این محوطه، عملیات کاوش را شروع نمود.
این محوطه شامل ۲۸۰ سنگ‌افراشت باستانی است.
این سنگ‌افراشت‌ها با ارتفاع متفاوت ۷۰تا ۲۶۰سانتی‌متری و اکثراً منقوش به اشکال انسان هستند. طرح انسان‌های حک شده بر روی سنگ‌ها به شکل افرادی دست به سینه و معمولاً بدون دهان است و تنها یک مجسمه حکاکی شده زن یافت شده که دارای دهان می‌باشد.

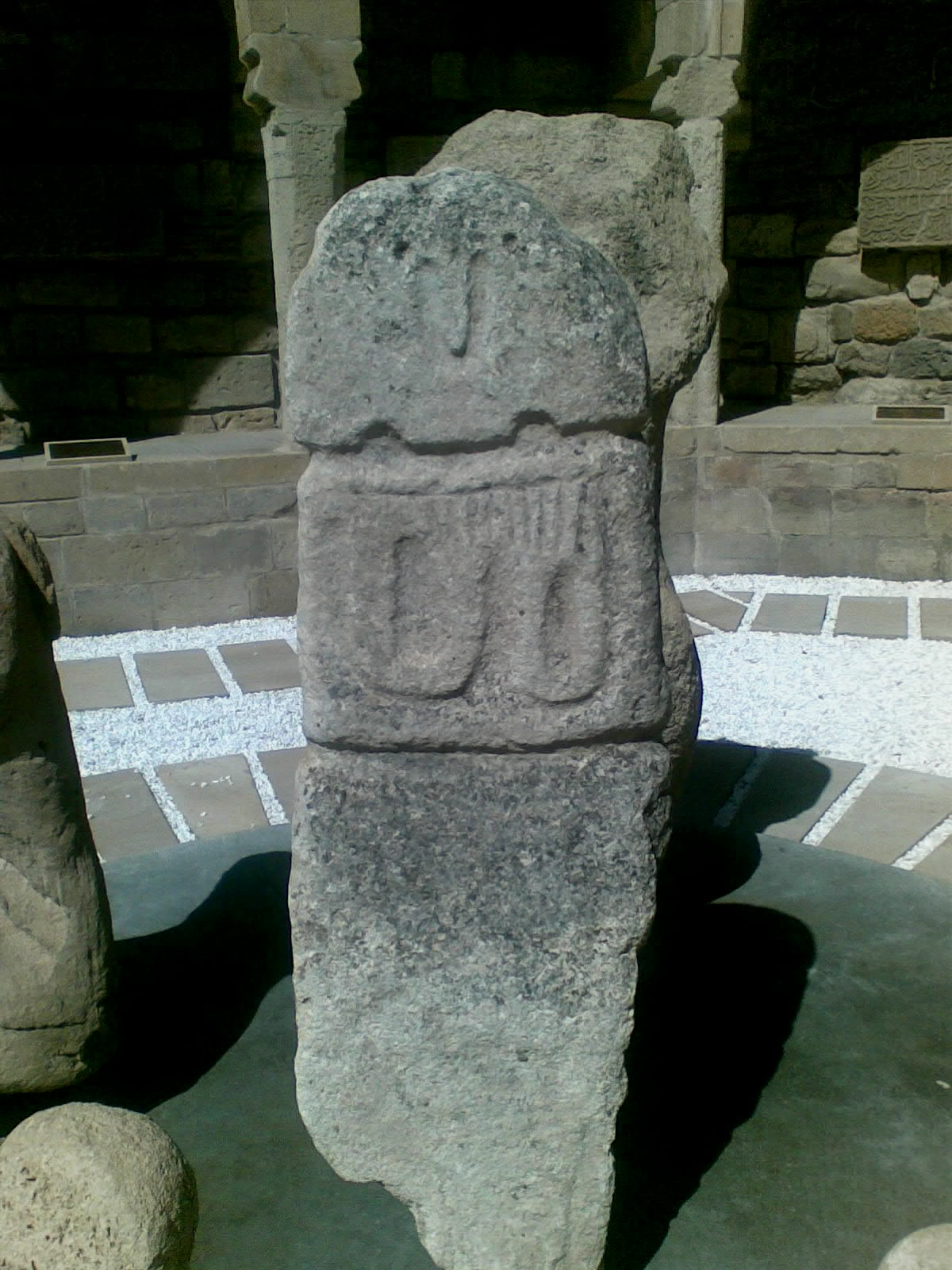
سنگ‌افراشت کشف شده در بوی‌احمدلی ناحیه آغدام جمهوری آذربایجان

وسعت محوطه شهریئری ۴۰۰ هکتار است و در ۶۰ کیلومتری غرب اردبیل، ۷ کیلومتری شمال شرقی لاهرود، یک کیلومتری شمال غربی روستای پیرازمیان، و از توابع روستای ارجق و در کنار رودخانه قره‌سو واقع شده‌است.
فاصله شهر یئری تا مشگین‌شهر (خیاو)  در حدود ۴۰ کیلومتر و تا اردبیل ۷۰ کیلومتر است. این محوطه باستانی در شمال شرق مشگین‌شهر واقع شده‌است. لاهرود اردبیل در ۱۶کیلومتری جنوب غرب شهر یئری واقع شده‌است و روستای ارجق نیز در جنوب غربی محوطه باستانی یری روی نقشه دیده می‌شود. مسافت بین این دو نقطه در حدود ۱۳ کیلومتر است.
محوطه شهریئری از سه قسمت معبد، قوشاتپه و قله تشکیل شده‌است و سنگ‌افراشت‌های این محل با فرسایش و تخریب زیادی روبه‌رو هستند و در فروردین ۱۳۹۰ گردباد باعث ویرانی بخشی از این محوطه شد؛ که دولت ایران هیچ گونه حمایتی جهت حفظ این آثار ارزشمند، نداشته‌است.
محوطه باستانی «شهریئری» در سال ۱۳۸۱ از سوی میراث فرهنگی استان در فهرست آثار ملی کشور به ثبت رسید. از زمان پیدا شدن این محوطه تاکنون، هشتاد درصد آثار آن از میان رفته‌است.

## کاوش در منطقه

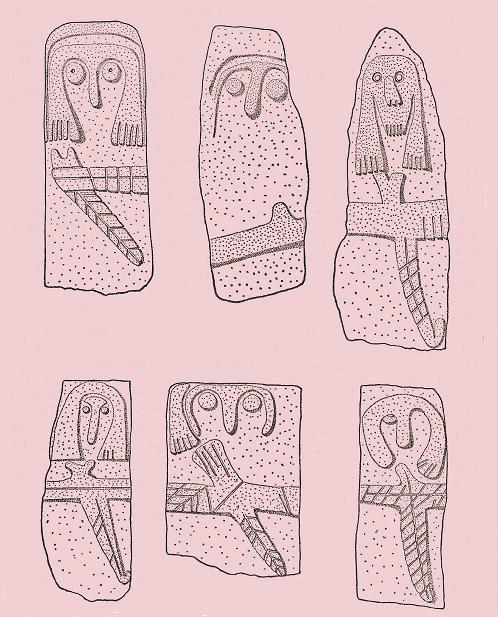
طراحی از سنگ افراشتهای قلعه ارجق

در اولین کاوش‌ها قبرهای عصر آهن کشف گردید. سفال‌هایی مربوط به دوره مس‌سنگی کشف شد و قدمت منطقه را به۳۵۰۰ سال پیش از عصر آهن برآورد نمود. این سفال‌ها شبیه سفال‌های مناطق باستانی دالما و تپه حاجی فیروز هستند.
به این ترتیب برای اولین بار قدمت سکونت بشر در استان اردبیل به دوره مس‌سنگی رسید. برخی از سفال‌ها منقوش و برخی با طرح سبدی بودند. تعدادی سفال دو لایه نیز در حفاری کشف شد که احتمال می‌رود لایه دوم سفال برای ترمیم قسمت‌های شکسته سفال به کار رفته‌است.
در منطقه شهریئری تعداد زیادی سنگ شیشه برنده (ابسیدین) کشف شد که می‌تواند گواهی بر ارتباط این منطقه با قفقاز و آناتولی باشد زیرا سابقه استخراج این نوع سنگ در این مناطق شناخته شده‌است. از ابسیدین برای برش سنگ‌های سخت در مس‌سنگی استفاده می‌شده‌است.
در منطقه شهریئری چند دوره تاریخی از مس‌سنگی، عصر آهن ۱ و عصر آهن ۲ مشخص شد و بقایایی از قلعه‌ای متعلق به دوره آهن کشف گردیده‌است.
در فصول بعدی حفاری، بقایایی از سفال، مفرغ و نقوش انسانی دیده شد که باستان‌شناسان آن‌ها را نذرهایی متعلق به معبد می‌دانستند. یکی از این دو معبد در زیر دیوار دفاعی قلعه قرار داشت. باستان‌شناسان نتیجه گرفتند در دوره اورارتویی که ساکنان شهریری بر روی معبد خود قلعه ساخته بودند از دین خود روی گردانده‌اند و خدای اورارتویی (خالدی) را پذیرفته‌اند. البته این امر می‌تواند اختیاری یا به اجبار صورت گرفته باشد.
در این فصل حفاری یک لایه نیز در زیر محوطه داخلی قلعه کشف شد که به شهری متروک و قدیمی‌تر تعلق داشت. برخی سفال‌های قهوه‌ای مایل به بنفش و سفال‌های داغدار و سیاه نیز در این محل کشف شدند که به پیش از عصر آهن تعلق دارند.
در فصل سوم حفاری مشخص شد که در دوره اورارتوییان قلعه به آتش کشیده و متروک شده‌است. وجود خاکستر در لایه‌های خاک قلعه نشان‌دهنده آتش‌سوزی قلعه است. به این ترتیب دوره‌های متوالی زندگی بشر از ۹۰۰۰ سال پیش تا دوره اورارتوییان در شهریری به صورت متوالی مشخص شد. در این فصل تعداد زیادی ظروف سفالی، اشیای زرین مانند آویز، دکمه‌های زینتی و پلاک‌های طلایی و مفرغی کشف گردید.
شهر یئری اواخر هزاره دوم و اوایل هزاره نخست پیش از میلاد از آبادی‌های مهم منطقه بوده‌است. این محوطه باستانی در حال حاضر با سنگ‌چینی‌های معروف به «مکتب اوشاقلاری» در جهت شمالی جنوبی امتداد یافته و در کناره قره سو قرار دارد. پیش از هزاره اول، در دوران نوسنگی این محل، مسکونی بوده و بخشی از تمدن منطقه در این نقطه متمرکز بوده‌است.
این محوطه قلعه‌ای وسیع با دیوار دفاعی سنگین از نوع خشکه چین دارد و محلی برای برگزاری آئین‌های مذهبی بوده‌است و این قسمت دارای فضاهای معماری با دیوارهای سنگی از نوع استیل‌های منقوش است. گورهای باستانی متعددی از نوع کلان سنگی و گورکان که حدود ۴۵۰ گور و یک غار باستانی و تپه‌ای متعلق به دوران اسلامی در این مکان شناسایی شده‌است.
منطقه اردبیل دست‌کم از هزاره ششم قبل از میلاد مسکونی بوده‌است. سراسر منطقه از تپه‌های باستانی یا به عبارت دیگر مناطق استقراری که روزگاری دژ یا شهرک یا روستا بوده‌اند، پوشیده شده‌است. کاوش‌های مقدماتی در برخی از نواحی اردبیل به‌ویژه در قسمت‌های شمالی و شرقی آن نشان می‌دهد اردبیل و به‌طورکلی شرق آذربایجان از کانون‌های مهم فرهنگ «مگالی تیک» یا سنگ‌افراشتی بوده‌است. مردم آن دوران  ده‌ها اثر مگالی تیک پرارزش از خود به یادگار گذاشته‌اند. 
بر روی سنگ‌ها و گورهای این منطقه سنگ نگاره‌های متعددی با طرح و ابعاد مختلف حک شده‌است. کلیه نقوش به وجود آمده بر اثر ضربه زدن‌های منظم و دقیقی است که با سنگ‌های سخت، استخوان حیوانات و فلزات سخت به وجود آمده‌اند. نقش‌هایی از بز کوهی، انسان در حالت‌های مختلف و چندین نقش نامشخص دیگر قابل مشاهده‌اند که تعداد آنها محدود است.

## سنگ‌افراشت‌های کشف شده
نیایشگاه اصلی منطقه شهریئری، از زیر خاک بیرون آمد که شامل بیش از ۳۰۰ سنگ‌افراشت با ارتفاع‌های مختلف از ۳۵ تا ۲۵۰ سانتیمتر با شکل‌های انسانی هستند که حاوی صورت آدمی (بدون دهان)، دست و شمشیر هستند.
تا به حال حدود ۴۵۰ گور در این محل شناسایی شده‌است که ابعاد کوچک‌ترین آن‌ها ۳٫۲ متر و بزرگ‌ترین آن‌ها ۸٫۲ متر است. محوطه شهر یئری اولین بار در سال ۱۹۷۸ توسط هیئت چارلز برنی شناسایی و بررسی شد. او معتقد بود که عمر بعضی آثار تا هزاره سوم قبل از میلاد، عصر آهن، سفال خاکستری و نخودی و نارنجی هم می‌رسد. چارلز برنی تاریخ اکثریت گورهای این محل را هزاره دوم و اول قبل از میلاد می‌دانست و حتی پیش‌بینی می‌کرد که این تاریخ به هزار سال قبل‌تر، یعنی هزاره سوم قبل از میلاد هم برسد. با این حال آثاری از سکونت عصر برنز شناسایی نکرده بر این نظریه اصراری نورزید تا اینکه در کاوش‌هایی که توسط هیئت دکتر نوبری در آذر ۱۳۸۲ انجام شد، اشیای با ارزشی از داخل گورها به دست آمد که در حال حاضر در موزه باستان‌شناسی خلخال نگهداری می‌شوند.
چارلز برنی دوره آن را هم‌زمان با هخامنشیان ولی خارج از محدوده دولت آن‌ها می‌داند. اینگراهام (به انگلیسی: Michael Lloyd Ingraham) و سامرز (به انگلیسی: Geoffrey Summers) آن را به پیش از هزاره اول متعلق دانسته‌اند. با توجه به نبود سفال در کنار سنگ‌افراشت نمی‌توان نظر دقیقی در مورد زمان سنگ افراشت داد ولی آن‌ها میانه هزاره دوم تا میانه هزاره اول را بهترین دوره برای سنگ‌افراشت دانسته‌اند. معماری قبور مربوط به عصر آهن۲ است.
در غرب محل تجمع سنگ‌ها غاری قرار دارد که ساکنان محلی آن را «قارا کُهول» نام نهاده‌اند. روبروی آن چند تخته سنگ بر روی هم گذاشته شده‌اند.
به‌طور کلی سنگ‌نگاره‌های کشف شده در این دیار شباهت‌های زیادی با نمونه سنگ‌نگاره‌های کشف شده در منطقه ارسباران در آذربایجان شرقی و همین‌طور مناطق سونگون، گغاما، به‌ویژه قبوستان در جمهوری آذربایجان دارد. سنگ نگاره‌های مناطق عمومی آذربایجان ایران و جمهوری آذربایجان شباهت‌های ظاهری بسیار قریب به هم دارند به‌طوری که گویی همه نقوش موجود در مناطق کلی آذربایجان ایران و جمهوری آذربایجان طی یک دوره و توسط یک هنرمند با یک سبک و طرح حکاکی شده‌اند، در صورتی که قدمت آنها بر اساس سال‌یابی نمونه‌های مشابه در جمهوری آذربایجان بین ۴ تا ۸ هزار سال است. نمونه‌های موجود در ایران و قبوستان دقیقاً بر اساس یک فلسفه اعتقادی حک شده‌اند. بیشترین نقوش حکاکی شده بز کوهی است، چرا که بز کوهی نمادی از یک فرشته و برگرفته از اسطوره کهن است.
تصاویر هیکل‌های سنگی شهر یئری با تصاویر هیکل‌ها و سرهای آدمیانی که بر روی اجاق‌های نعل اسبی ایغدیر نقش بسته، شباهت زیادی دارد.
طرح حکاکی‌ها با سنگ‌نگاره‌های کشورهای پاکستان (گرام شال) ترکیه (یازیلی کایلی)، قزاقستان (تام گلی تاس و کول ژاباسی)، ازبکستان (سارمیش)، قرقیزستان (چولپونانا)، افغانستان (هزارسم)، جمهوری آذربایجان (قبوستان)، تاجیکستان، ارمنستان (گغاما) مصر، عراق و یمن و ماهات اندونزی همگونی ظاهری و حتی پیامی مشترک با تعدادی از کشورهای یاد شده دارند. این امر، نشان از گستره فرهنگی و تمدن مشابه و کهن در سرزمین‌های بسیار دور از هم دارد.
یک باستان‌شناس ایرانی به نام «علیرضا هژبر نوری» در مورد عجیب بودن این منطقه به این نکته اشاره کرده‌است که در شهر یئری درمجموع ۵۳۷ استل در معبد یافت شده‌است که در هیچ جایی از دنیا نطیر ندارد. وی اضافه کرده‌است که به‌عنوان مثال، مکان مشابهی در ترکیه با فقط ۳۰ استل و در آذربایجان با یک عدد وجود دارد.
منطقه شهریئری که وسیع‌ترین منطقه تاریخی استان اردبیل و یکی از با اهمیت‌ترین مناطق پیش از تاریخ شمال غرب ایران است به شماره ۶۱۶۲ به ثبت آثار ملی رسید.

## شهر یئری رو به نابودی
بسیاری به غارت شهر یئری پیش از کشف آن توسط کارشناسان باور دارند. علاوه بر غارت و رفتارهای مخرب انسانی، روند طبیعت نیز کمر به نابودی محوطه باستانی یری بسته‌است و گفته می‌شود آنچه امروز ما به‌عنوان شهر یری می‌شناسیم، فقط ۲۰درصد از کل مجموعه است. با وجود ارزش زیاد این منطقه از منظر تاریخ باستان‌شناسی، آنچنان برای حفظ آن تلاش نشده‌است. امیدواریم که سازمان میراث فرهنگی، بیش از گذشته برای حفظ شهر یئری تلاش کند تا بتوانیم آن را برای آیندگان حفظ کنیم.
با اینکه ارزش تاریخی شهر یئری قابل تصور نمی‌باشد اما در دهه‌های گذشته به آن بسیار بی‌توجهی شده و سازمان میراث فرهنگی وقت کشور با تأخیری طولانی در سال ۱۳۸۱ این منطقه باستانی را در فهرست آثار ملی کشور به ثبت رساند.
طی سالیان گذشته استیل‌های سنگی شهر یئری در مقابل باد و سرما و انسان‌های طماع به حال خود رها شده بود و تنها در دهه ۸۰ با نصب کوتاه مدت داربست‌ها و سایه‌بان فلزی برای نگهداری این آثار، تلاش شد و این داربست‌ها و حفاظ‌ها نیز پس از مدت کوتاهی بر اثر تندباد فروریخت.

## نگارخانه

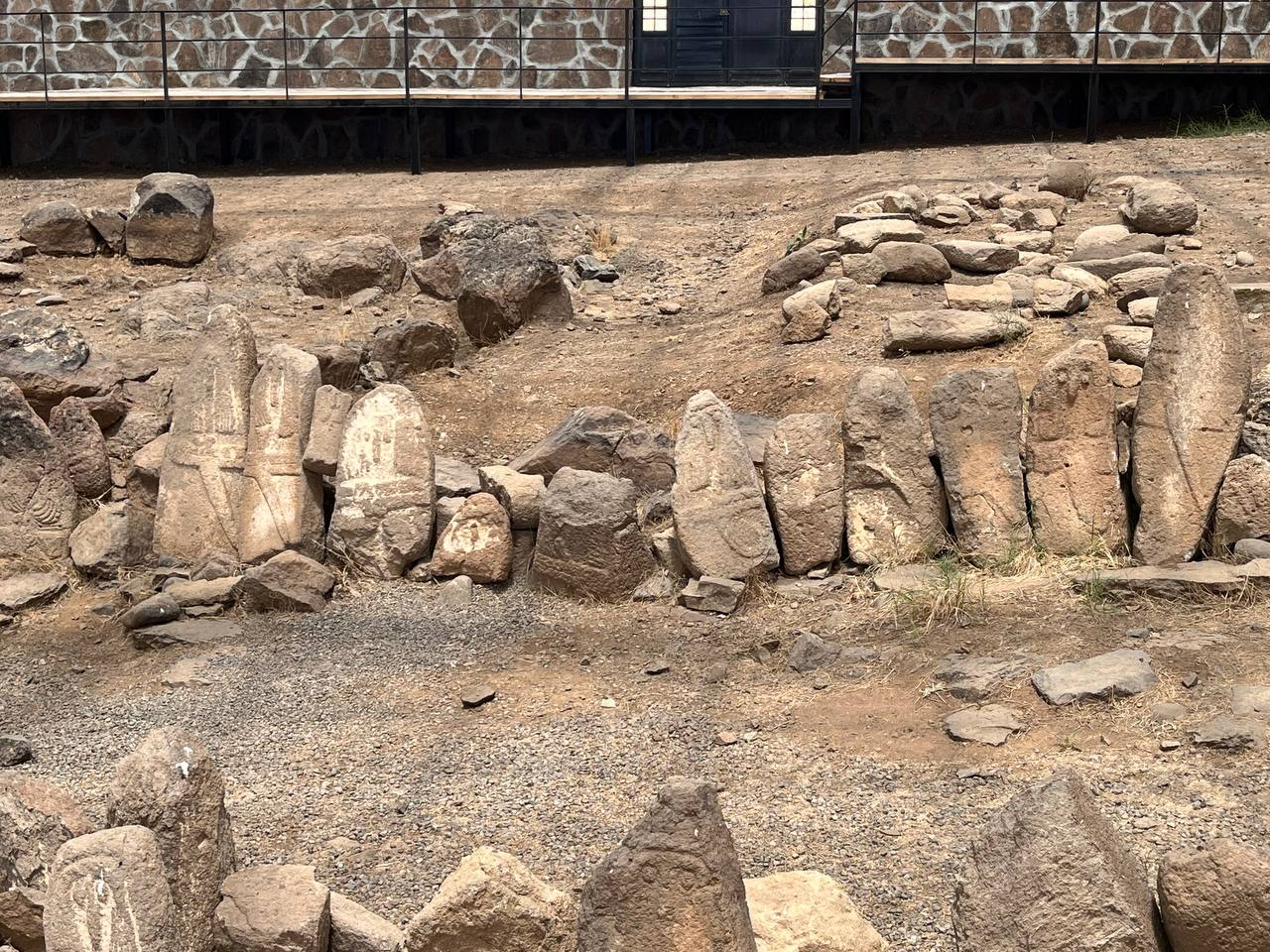
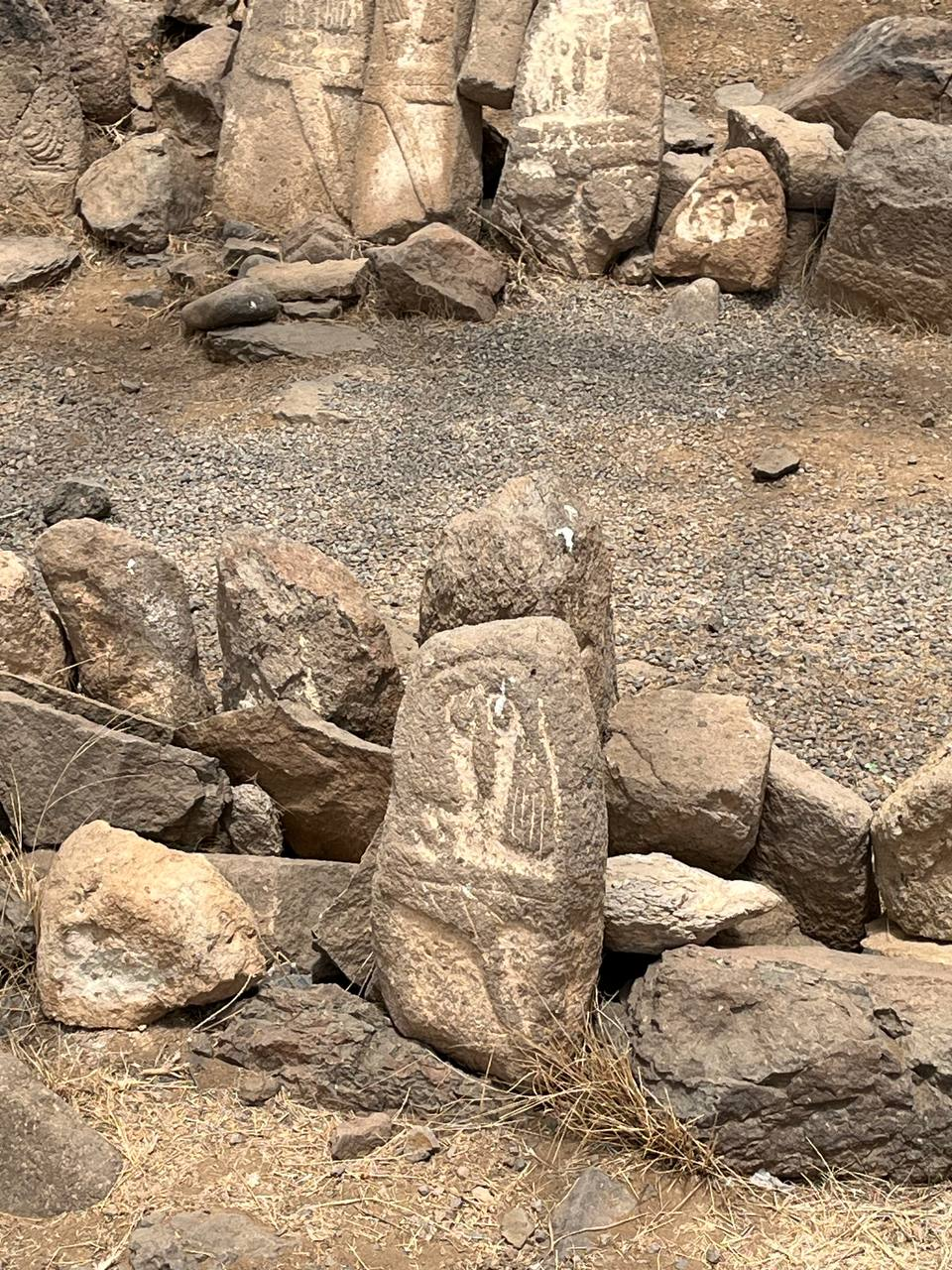
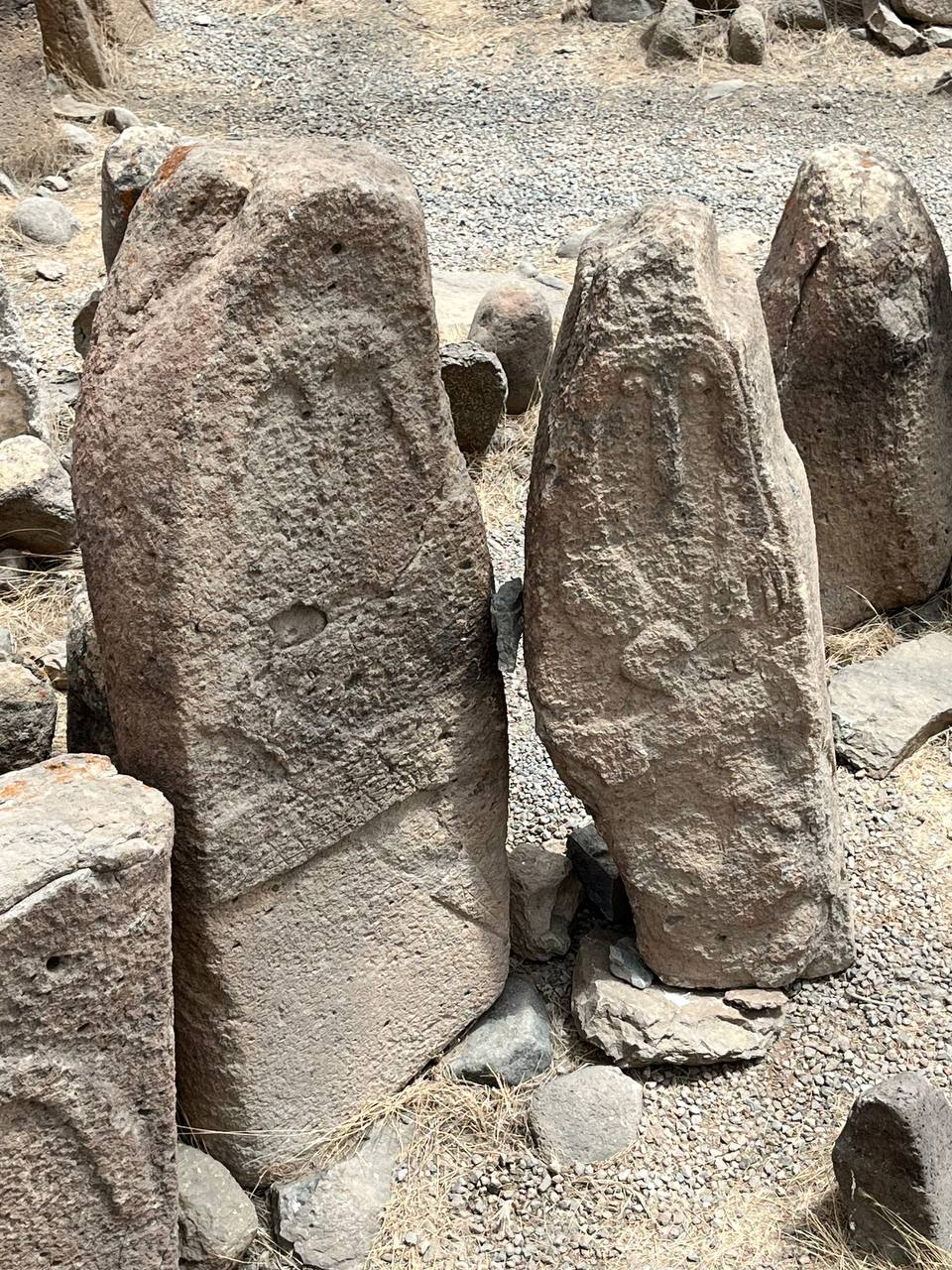
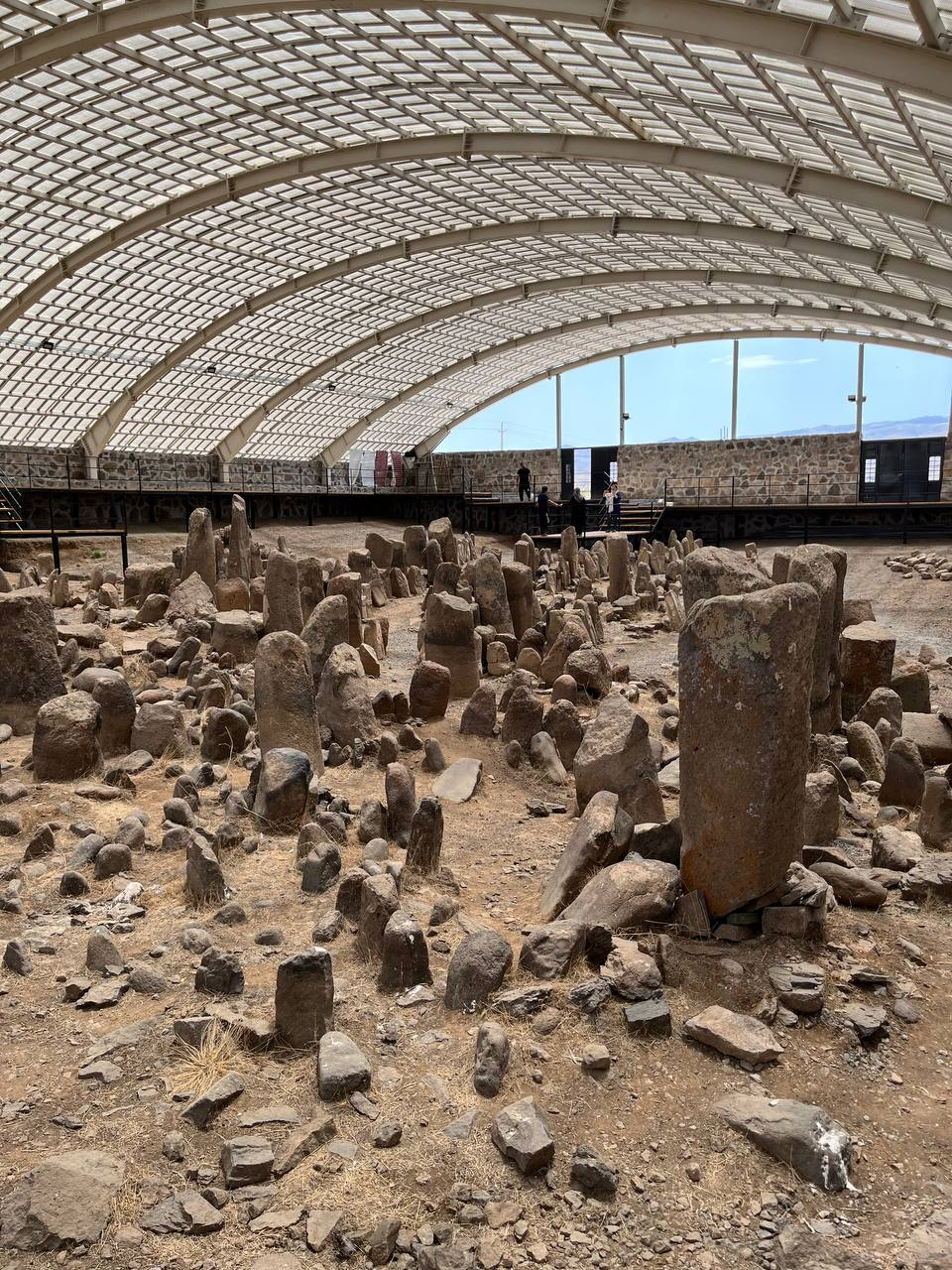
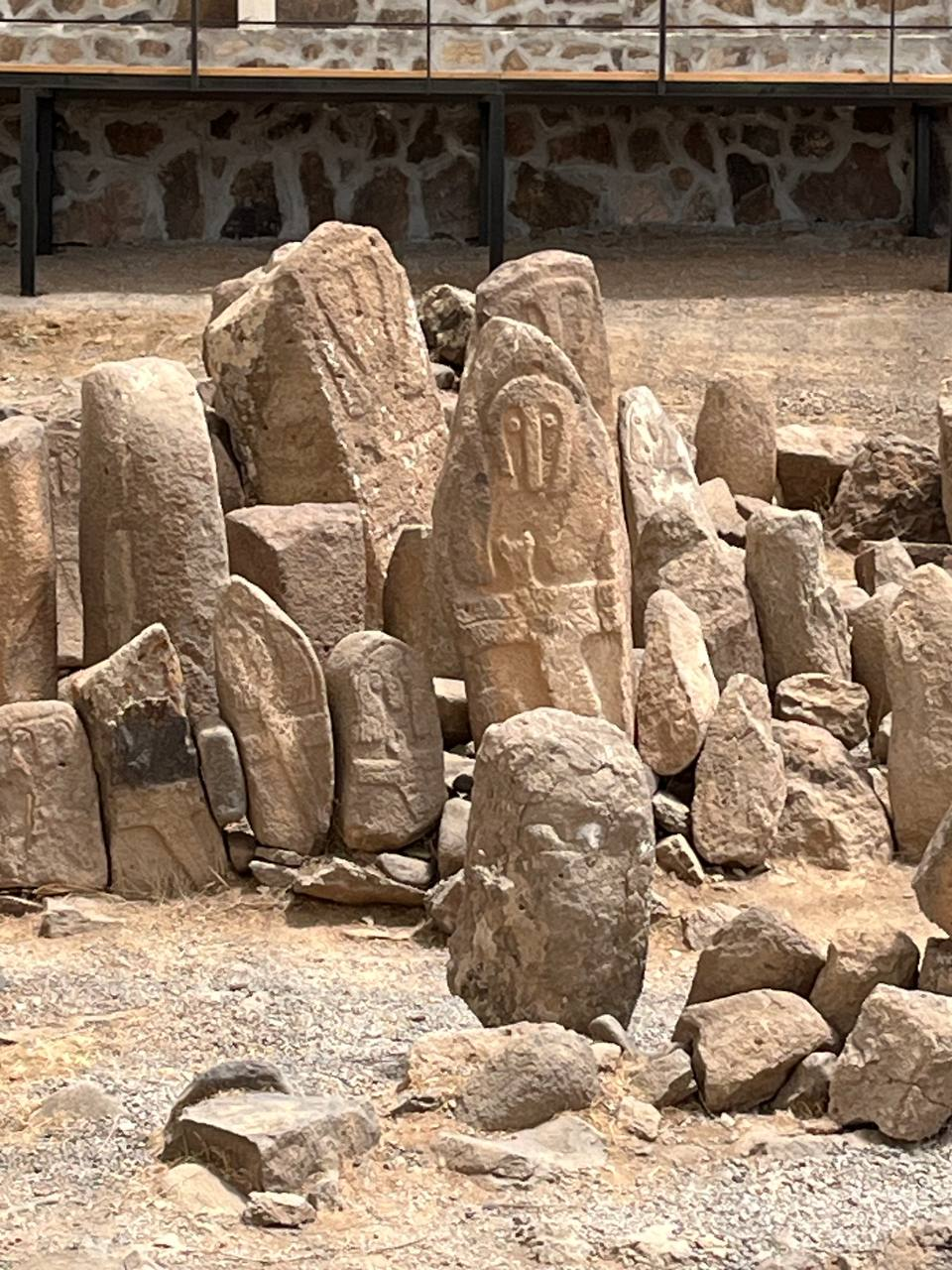
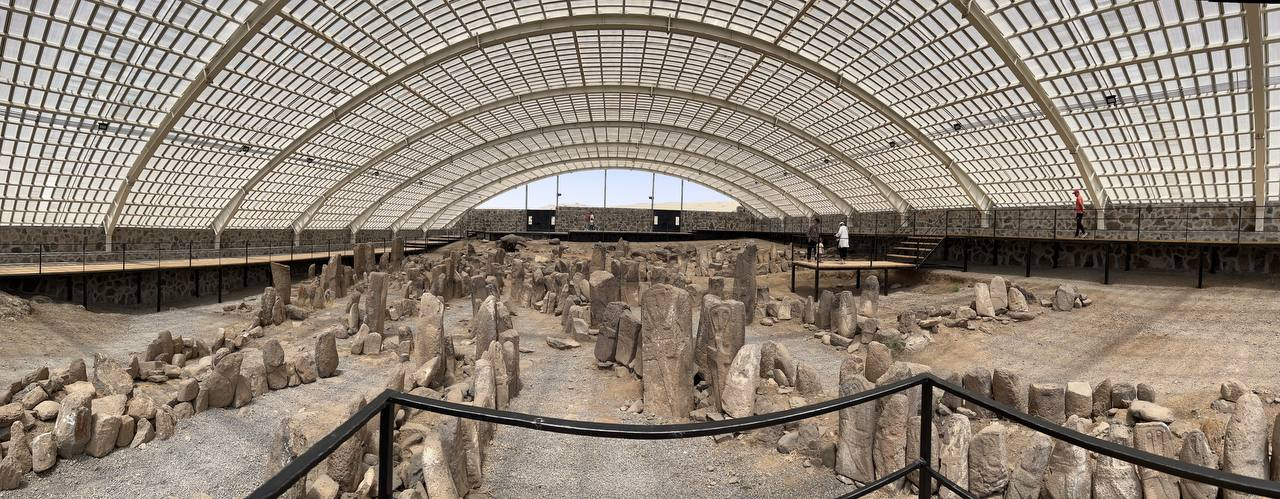
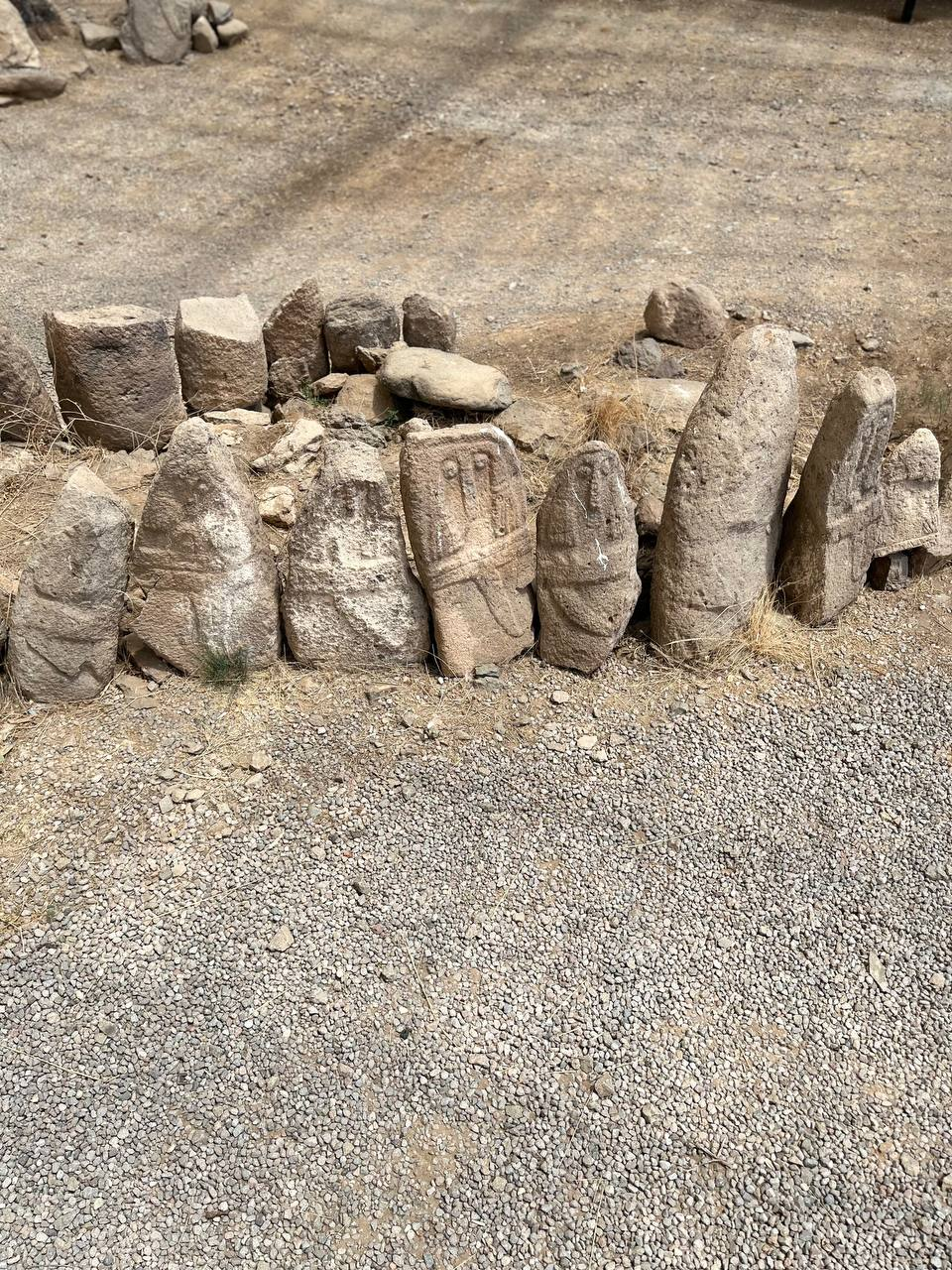